# Дибромид-оксид протактиния
Дибромид-оксид протактиния — неорганическое соединение
протактиния, кислорода и брома
с формулой PaOBr2,
оранжево-жёлтые кристаллы.

## Получение
- Реакция бромида протактиния(IV) и оксида сурьмы в вакууме [1][2]:

{\displaystyle {\mathsf {3PaBr_{4}+Sb_{2}O_{3}\ {\xrightarrow {150-200^{o}C}}\ 3PaOBr_{2}+2SbBr_{3}}}}

## Физические свойства
Дибромид-оксид протактиния образует оранжево-жёлтые кристаллы .

## Химические свойства
- Разлагается при нагревании в вакууме [3]:

{\displaystyle {\mathsf {2PaOBr_{2}\ {\xrightarrow {550^{o}C}}\ PaO_{2}+PaBr_{4}}}}